# Confederação Geral dos Trabalhadores Portugueses — Intersindical Nacional

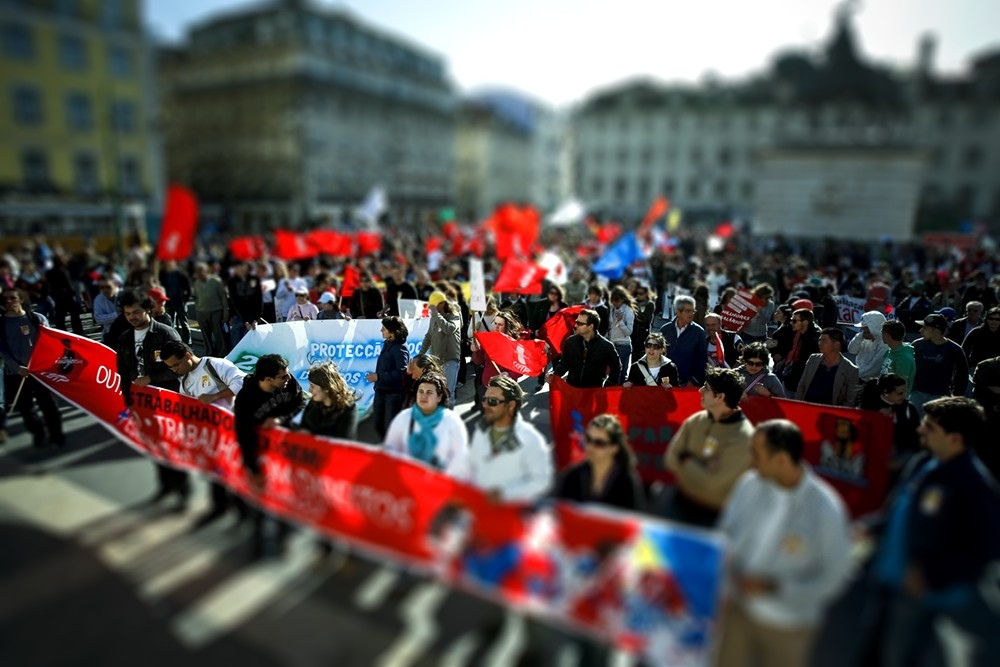
Manifestação CGTP em Lisboa, a 28 de março de 2009.

A Confederação Geral dos Trabalhadores Portugueses - Intersindical Nacional (CGTP-IN ou simplesmente CGTP) MHIH • MHM é uma confederação sindical fundada a 1 de outubro de 1970 em Lisboa. A CGTP é membro da Confederação Europeia de Sindicatos. Como qualquer organização unitária, a CGTP afirma-se independente.
A CGTP é tradicionalmente influenciada pelo Partido Comunista Português, dada a grande influência, em conjunto com outras organizações, como militantes da Liga Operária Católica e da Juventude Operária Católica, na conquista de direções dos sindicatos únicos que eram permitidos durante o Estado Novo, aproveitando a abertura à apresentação de listas sem autorização durante o governo de Marcelo Caetano.
Mais tarde dirigentes do Partido Socialista e Partido Popular Democrático, em conjunto com alguns sindicatos e dirigentes sindicais agregados em torno do Movimento da Carta Aberta, promoveram a criação da UGT, tendo havido uma cisão dos sindicatos ligados a estes partidos, que preferiram criar uma central à parte, ao invés de contestar a predominância dos comunistas. Essa cisão levou, por sua vez, ao fortalecimento relativo da influência do PCP sobre a CGTP, ainda que no seu seio continuem a intervir trabalhadores de outras cores políticas, tais como do PS, organizados na Corrente Sindical Socialista, católicos, como os que estão organizados na Base FUT, do Bloco de Esquerda, e mesmo alguns anarcossindicalistas, e muitos trabalhadores sem partido.

## Histórico

### Da fundação até ao congresso de todos os sindicatos
- 1970
  - 1 de outubro: é a data oficial da Fundação da CGTP-IN.

As direções do Sindicato Nacional dos Caixeiros do Distrito de Lisboa, do Sindicato Nacional do Pessoal da Indústria dos Lanifícios do Distrito de Lisboa, do Sindicato Nacional dos Técnicos e Operários Metalúrgicos do Distrito de Lisboa e do Sindicato dos Empregados Bancários do Distrito de Lisboa convidam a 29 de setembro de 1970 outras direções sindicais para " comparecerem numa sessão de trabalho para estudo de alguns aspetos da vida sindical cuja discussão lhes parece da maior oportunidade". 
A ordem de trabalhos proposta para a primeira reunião intersindical reflete, desde logo, uma conceção de sindicalismo que não separa a resolução dos problemas dos trabalhadores da luta pelos direitos e liberdades democráticas fundamentais. Entre as questões "da maior oportunidade" que foram propostas para estudo, constaram o decreto-lei nº 49 212 (contratação coletiva), o horário de trabalho, a censura e a liberdade de reunião. 
- - No dia 11 do mesmo mês, realizou-se em Lisboa a primeira Reunião Intersindical com a presença de 13 direções sindicais. Iniciava-se assim o movimento das reuniões intersindicais.

- 1971
  - 21 de março: Aprovação do Programa Básico da Intersindical, documento em que se reivindica a liberdade sindical, o direito de livre negociação e o direito à greve.

- 1974
  - 25 de abril: O Movimento das Forças Armadas derruba o Estado Novo. Desde a primeira hora, a Intersindical manifesta o seu apoio e encabeça o processo de democratização, através da destituição das direções corporativas dos "sindicatos nacionais" e da eleição de novas direções pelos trabalhadores. O aparelho corporativo acabou por ser desmantelado em poucos dias.
  - 1 de maio: Festeja-se o 1º de Maio em liberdade, organizado pela Intersindical, o qual constituiu a maior manifestação de massas alguma vez realizada em Portugal e foi expressão inequívoca do seu poder de mobilização e da adesão dos trabalhadores e do povo português ao 25 de Abril.
  - 27 de maio: É instituído pela primeira vez no nosso país um salário mínimo nacional no valor de 3300$00, que veio benebiciar mais de 50 por cento dos trabalhadores portugueses. O direito de greve e de liberdade sindical eram já exercidos na prática.

- 1975
  - 11 de março: A Intersindical apoia as medidas tomadas pelo Conselho da Revolução – nacionalização da banca e dos seguros.
  - 30 de abril: Após grandes manifestações, é publicada a lei que consagra a unidade sindical e as liberdades sindicais.
  - 25 a 27 de julho: O 1.º Congresso da Intersindical (com a participação de 159 sindicatos) institui a Intersindical por vontade expressa dos trabalhadores, aprova os seus primeiros estatutos e programa de ação.

### Congresso de todos os sindicatos
- 1977
  - 27 a 30 de janeiro: Congresso de Todos os Sindicatos, em Lisboa, estando presentes 1147 delegados, em representação de 272 sindicatos, 13 federações e 17 uniões. "Apesar da alteração da correlação de forças com os acontecimentos do 25 de Novembro - diziam as conclusões do Congresso -, a Constituição veio institucionalizar o Estado democrático em transição para o socialismo".

O II Congresso foi o grande congresso da unidade e consolidou a CGTP-IN como a grande central unitária dos trabalhadores portugueses. Data dessa altura a cisão que alguns sindicatos e sindicalistas fizeram e que os levou a fundarem a União Geral dos Trabalhadores (UGT), a outra central sindical portuguesa, em 1978.

## Estrutura

### Organização

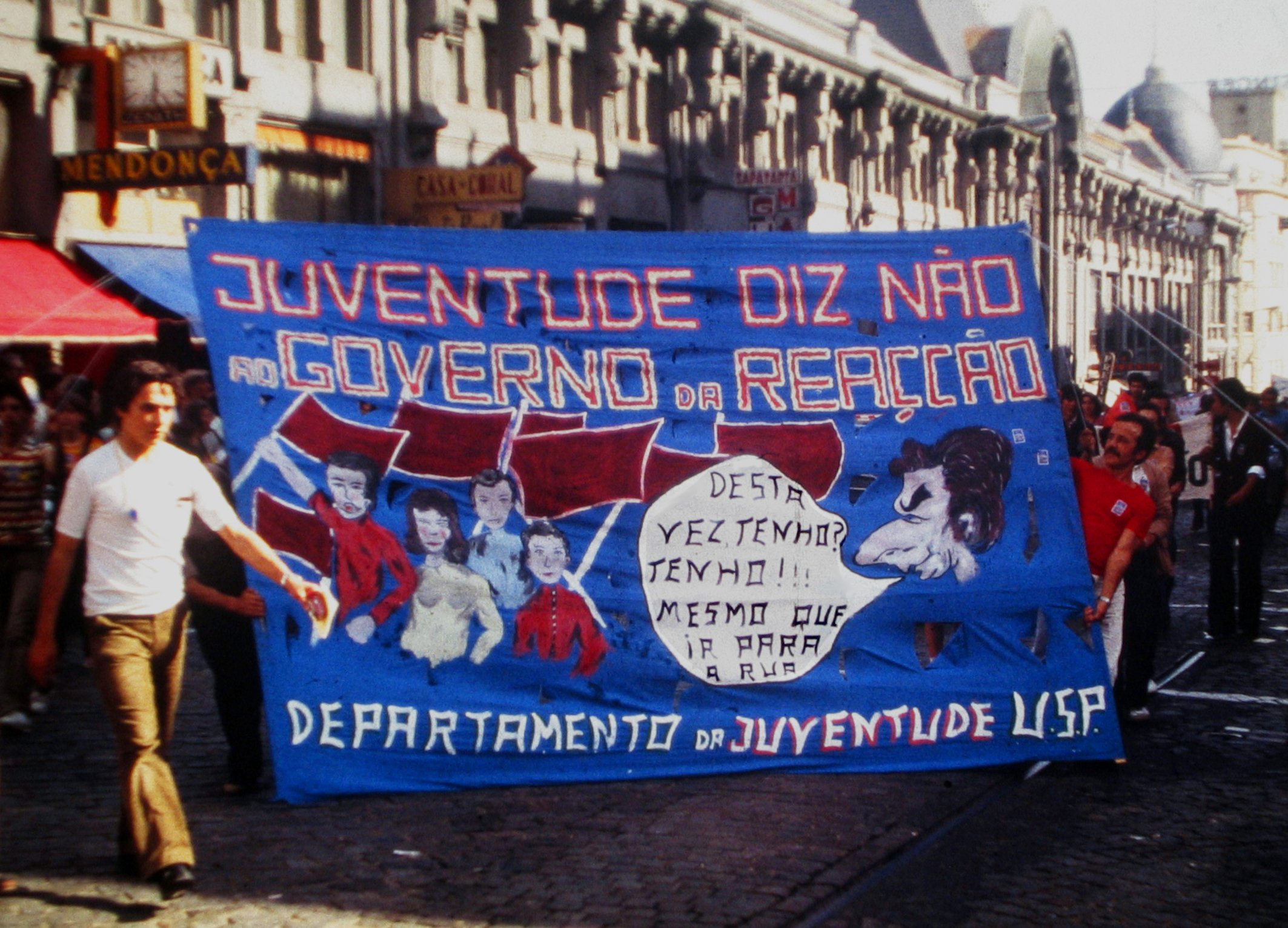
Manifestação do 1 de Maio de 1980 na cidade do Porto. Faixa de protesto contra o governo AD de Sá de Carneiro do Departamento da Juventude da União dos Sindicatos do Porto.

A CGTP-IN é constituída pelas associações sindicais nela filiadas que exercem a sua atividade no território nacional.
As associações sindicais que constituem a CGTP-IN são os sindicatos, as federações e as uniões.

## Direção
Os órgãos da CGTP-IN são: 
1. congresso;
2. plenário de sindicatos;
3. conselho nacional: é constituído por 147 membros, eleitos quadrienalmente pelo congresso. Compete-lhe dirigir e coordenar a atividade da CGTP, eleger e destituir o secretário-geral bem como eleger e destituir a comissão executiva do conselho nacional e o secretariado do conselho nacional;
4. comissão executiva do conselho nacional;
5. secretariado do conselho nacional;
6. conselho fiscalizador.

A CGTP-IN define-se a si própria como «organização sindical de classe, unitária, democrática, independente e de massas, tem as suas raízes e assenta os seus princípios nas gloriosas tradições de organização e de luta da classe operária e dos trabalhadores portugueses.»
A 6 de outubro de 1995, foi agraciada com o grau de Membro-Honorário da Ordem do Mérito, e a 1 de outubro de 2020, foi agraciada com o grau de Membro-Honorário da Ordem do Infante D. Henrique, por ocasião do seu 50.º aniversário.

## Outros

### Organizações específicas
No âmbito da CGTP-IN existem, dotadas de órgãos específicos próprios, as seguintes organizações:
1. Interjovem – organização de jovens trabalhadores, constituída por quadros sindicais jovens.
2. Inter-reformados – organização dos reformados e pensionistas, constituída por quadros e ativistas sindicais reformados.
3. Comissão para a igualdade entre mulheres e homens – organização para a promoção da igualdade de oportunidades entre mulheres e homens, constituída por quadros sindicais em representação de associações sindicais de setor e de região e por membros do Conselho Nacional.

### Secretários-gerais
Segue-se uma lista dos secretários-gerais da CGTP.
| # | Secretário-geral (Nascimento-Morte)                  | Retrato | Início do mandato       | Fim do mandato          |
| - | ---------------------------------------------------- | ------- | ----------------------- | ----------------------- |
| 1 | Francisco Canais Rocha (1930–2014)                   |         | 27 de abril de 1974     | agosto de 1974          |
| 2 | Armando Artur Teixeira da Silva (1944–)              |         | 1977                    | 1986                    |
| 3 | Manuel Carvalho da Silva (1948–)                     |         | 1986                    | 28 de janeiro de 2012   |
| 4 | Arménio Horácio Alves Carlos (1955–)                 |         | 28 de janeiro de 2012   | 15 de fevereiro de 2020 |
| 5 | Isabel Maria Robert Lopes Perdigão Camarinha (1960–) |         | 15 de fevereiro de 2020 | 24 de fevereiro de 2024 |
| 6 | Tiago Daniel Costa Oliveira (1980–)                  |         | 24 de fevereiro de 2024 | presente                |